# Herðubreið
Herðubreið je nejvýraznější islandskou sopkou, nacházející se ve vnitrozemí Islandu. Poblíž se rozkládá malá zelená oáza Herðubreiðarlindir, která je přírodní rezervací. Díky svému tvaru může být popisována jako dort, stínidlo lampy či hrnec, ale často se také nazývá „Královna islandských hor“.
Na úpatí hory se nachází úkryt, kde přebýval islandský bandita Fjalla-Eyvindur, který zde přečkal i krutou zimu 1774–1775.